# マイケル・ブロンスキ
マイケル・ブロンスキ（Michael Bronski、1949年5月12日 - ）は、アメリカ合衆国の歴史学者、作家。2011年に発表した『米国クィア史』で知られる。
ブロンスキは現在ダートマス大学女性・ジェンダー研究学科の上席講師として教壇に立っているほか、ダートマス大学とハーバード大学でLGBT史とユダヤ学の課程を受け持っている。
『米国クィア史』は2012年に、いずれもLGBTに関するすぐれた著作に与えられる、ラムダ文学賞とストーンウォール図書賞を受賞した。なおブロンスキはこれ以前にもアンソロジーの編集者として2度ラムダ文学賞を受賞している（『自由の獲得 : ゲイ男性による政治・文化・セックスに関するエッセイ』で1997年に、『パルプ・フリクション : ゲイ男性向けパルプ雑誌の黄金時代の発見』で2004年に受賞）。

## 著作
2016年5月現在、ブロンスキの著作に日本語訳は存在しないようである。以下の日本語タイトルはいずれも仮題である。
- Culture Clash: The Making of Gay Sensibility (South End Press, 1984)
  - 『文化衝突 : ゲイ過敏症の形成』
- The Pleasure Principle: Sex, Backlash and the Struggle for Gay Freedom (St. Martin's Press, 1998)
  - 『快楽原則 : セックス、バックラッシュ、ゲイの自由のための闘争』
- Pulp Friction: Uncovering the Golden Age of Gay Male Pulps (St. Martin's Press, 2003)
  - 『パルプ・フリクション : ゲイ男性向けパルプ雑誌の黄金時代の発見』
- A Queer History of the United States (Beacon Press, 2011)
  - 『米国クィア史』
- You can tell just by looking: and 20 other myths about LGBT life and people(Beacon Press, 2013)
  - 『見るだけで伝えられる : ほかLGBTの生活と人々にまつわる20の神話』

## References
1. ↑  "How Gays Helped Make and Remake America".
2. 1 2  "Professor Michael Bronski Wins Prestigious Stonewall Book Award".